# 大橋弘一
大橋 弘一（おおはし こういち、1954年 - ）は、日本の野鳥写真家。北海道自然雑誌faura(ファウラ)の編集長であり、出版元 有限会社Naturally(ナチュラリー)の代表。

## 経歴
1954年、東京都生まれ。早稲田大学法学部卒業。
21年間のサラリーマン生活（ヤマハ勤務）を経て45歳でフリーの野鳥写真家として独立した。
2003年より北海道自然雑誌faura編集長を務めている。

## 著書
- 『北海道の自然を美しく撮る55SPOTガイド』2006年 MGコーポレーション 刊　ISBN 4-900253-22-7
- 『庭で楽しむ野鳥の本』2007年 山と溪谷社 刊　ISBN 978-4-635-59619-0
- 『散歩で楽しむ野鳥の本』2008年 2008年 山と溪谷社 刊　ISBN 978-4-635-59620-6
- 『北海道野鳥観察地ガイド』2010年 北海道新聞社 刊　ISBN 978-4-89453-557-2
- 『北海道の野鳥』2011年 リージャスト 刊　ISBN 9784-904352-02-1